# Myzomela melanocephala
Myzomela melanocephala е вид птица от семейство Meliphagidae.

## Разпространение
Видът е разпространен в Соломоновите острови.